# Sonia Agarwal
Pour les articles homonymes, voir Agarwal.
Sonia Agarwal, née le 28 mars 1982, est une actrice indienne, connue pour ses rôles dans les films de Kollywood, notamment dans Kaadhal Kondein.

## Biographie
Née à Chandigarh, elle a comme langue maternelle le pendjabi. Elle déménage à Mumbai et joue majoritairement dans des films en langue tamoule et parfois en telugu et kannada. Elle compte en 2006 une dizaine de films à son actif.
Les genres de films dans lesquels elle joue sont généralement des films dramatiques et de romance.
Elle fait une pause dans le cinéma en 2007 et obtient le rôle principal dans la série télévisée Naanal, un soap opera. Elle reprend ensuite sa carrière cinématographique dans les studios de Kollywood avec le film Vanaam. Elle fait part en 2019 de sa volonté de retrouver des rôles d'actrices plus variés que le rôle typique de la mère indienne. Début décembre 2021, le tournage du film d'horreur Grandma se termine, Sonia a obtenu rôle d'une professeure, un des rôles principaux. Elle partagera l'affiche avec deux autres actrices Vimala Raman (en) et Charmila (en).

## Vie privée
Sonia Agarwal épouse en 2006 le réalisateur Selvaraghavan dont elle divorce en 2010.

## Filmographie partielle
Sonia Agarwal a joué dans plus d'une trentaine de films et séries télévisées.
 Sauf indication contraire, les informations mentionnées dans cette section peuvent être confirmées par la base de données cinématographiques IMDb,  présente dans la section « Liens externes ».

### Cinéma
- 2002 : Nee Premakai (en) de Muppalaneni Shiva (en) : Raaji
- 2002 : Chandu (en) de P. A. Arun Prasad (en) : Vidya
- 2003 : Kaadhal Kondein (en) de Selvaraghavan (en) : Divya
- 2004 : 7G Rainbow Colony (en) de Selvaraghavan (en) : Anitha
- 2011 : Vaanam (en) de Krish (director) (en) : Zara
- 2015 : Ranna (en) de Nanda Kishore (en) : Danseuse
- 2019 : Thadam de Magizh Thirumeni (en) : Lakshmi

### Télévision
- 2008 : Naanal (TV series) (en)
- 2013 : Malli (TV series) (en)